# Max Leroy Davis

Wappen von Max Leroy Davis

Max Leroy Davis AM (* 16. August 1945 in Townsville) ist ein australischer Geistlicher und emeritierter römisch-katholischer Militärbischof von Australien.

## Leben
Max Leroy Davis empfing am 31. Oktober 1971 die Priesterweihe.
Papst Johannes Paul II. ernannte ihn am 16. Juli 2003 zum Militärbischof von Australien. Die Bischofsweihe spendete ihm der emeritierte Militärbischof von Australien, Geoffrey Francis Mayne, am 22. August desselben Jahres; Mitkonsekratoren waren Francis Patrick Carroll, Erzbischof von Canberra und Goulburn, und Francesco Canalini, Apostolischer Nuntius in Australien.
Am 24. Mai 2021 nahm Papst Franziskus das von Max Leroy Davis aus Altersgründen vorgebrachte Rücktrittsgesuch an.
Seit 1998 ist er Member des Order of Australia.